# Liste der Kulturdenkmale in Auggen

In der Liste der Kulturdenkmale in Auggen sind Bau- und Kunstdenkmale der Gemeinde Auggen verzeichnet, die im „Verzeichnis der unbeweglichen Bau- und Kunstdenkmale und der zu prüfenden Objekte“ des Landesamts für Denkmalpflege Baden-Württemberg verzeichnet sind. Dieses Verzeichnis ist nicht öffentlich und kann nur bei „berechtigtem Interesse“ eingesehen werden. Die folgende Liste ist daher nicht vollständig.

## Allgemein
- Bild: Zeigt ein ausgewähltes Bild aus Commons, „Weitere Bilder“ verweist auf die Bilder im Medienarchiv Wikimedia Commons.
- Bezeichnung: Nennt den Namen, die Bezeichnung oder die Art des Kulturdenkmals.
- Lage: Straßenname und Hausnummer oder Flurstücknummer des Kulturdenkmals, gegebenenfalls auch den Ortsteil. Die Grundsortierung der Liste erfolgt nach dieser Adresse. Der Link (Karte) führt zu verschiedenen Kartendiensten mit der Position des Kulturdenkmals. Fehlt dieser Link, wurden die Koordinaten noch nicht eingetragen. Sind diese bekannt, können sie über ein Tool mit einer Kartenansicht einfach nachgetragen werden. In dieser Kartenansicht sind Kulturdenkmale ohne Koordinaten mit einem roten bzw. orangen Marker dargestellt und können durch Verschieben auf die richtige Position in der Karte mit Koordinaten versehen werden. Kulturdenkmale ohne Bild sind an einem blauen bzw. roten Marker erkennbar.
- Datierung: Baubeginn, Fertigstellung, Datum der Erstnennung oder grobe zeitliche Einordnung entsprechend des Eintrags in der zuständigen Denkmaldatenbank (Landesamt für Denkmalpflege Baden-Württemberg).
- Beschreibung: Kurzcharakteristik des Kulturdenkmals.

## Kulturdenkmale der Gemeinde Auggen
| Bild           | Bezeichnung                        | Lage                                           | Datierung | Beschreibung | ID |
| -------------- | ---------------------------------- | ---------------------------------------------- | --------- | --- | -- |
|                | Tanzhäuschen                       | Am Brunnenbuck 2 (Karte)                       | 18. Jh    | Sogenanntes Tanzhäuschen, erbaut im 18. Jh. durch den späteren Vogt Josias Muser. Keller mit darüberliegendem Tanzboden, früher zum Gasthaus Engel gehörend. Über dem tonnengewölbten Keller kleiner Saal mit geschwungener Rundstütze aus Holz. Tanzböden gehörten in vergangenen Jahrhunderten zu den wichtigen kulturellen Einrichtungen in einem Dorf. | BW |
|                | Rathaus                            | Hauptstraße 28 (Karte)                         | 1869–1871 | Nikolaus-Kapelle, abgegangen, Rathaus. Anstelle des Rathauses stand die 1378 erstmals genannte Nikolaus-Kapelle. Sie wurde 1727 bei einem Großbrand beschädigt und 1728/29 wieder aufgebaut. Nach der Säkularisierung diente sie in den Freiheitskriegen als Militärmagazin und nach einem Umbau ab 1820 als Gemeindeschulhaus. Beim Bau des Rathauses wurden Teile des Chores freigelegt. Rathaus von 1871, nach Entwürfen des Architekten Hertel, Badenweiler. Wie bei vielen Rathäusern dieser Zeit war der Raum für die Feuerspritze integriert, erkennbar an den großen Rundbogentoren an der Ostfassade. Die Architektur des Rathauses verbindet traditionell klassizistische Elemente mit historisierenden Motiven der Formensprache Friedrich Eisenlohrs. |    |
|                | Schule                             | Hauptstraße 50 (Karte)                         | 1847–1848 | Schulhaus, errichtet 1847/48 auf dem „Schlößleacker“ nach Entwürfen von Baumeister Frinz aus Lörrach. Der Vorgängerbau stand bei der alten Kirche und war 1835 abgerissen worden. Umbau 1875, dabei Errichtung des Zwerchhauses über dem Mittelrisalit. Mit seinem kubischen Baukörper und der feingliedrigen Dekoration mit Konsolgesimsen und flachen Lisenen charakteristischer Schulbau der Mitte des 19. Jh. |    |
| Weitere Bilder | Evangelische Kreuzkirche           | Hauptstraße 61 (Karte)                         | 1832–1835 | Evangelische Kreuzkirche. Der Neubau 1832–35 durch Landbaumeister Carl Friedrich Meerwein errichtet. Die im klassizistischen Stil erbaute Saalkirche mit Flachdecke besitzt an den seitlichen Wänden des Langhauses Emporen zwischen hohen schlanken Stützen. Beschädigungen im Zweiten Weltkrieg führten zu einer grundlegenden Umgestaltung im Innern, bei der die Ausrichtung des Innenraums geändert wurde. Über dem Altar barockes Kruzifix, das aus der Vorgängerkirche übernommen wurde. |    |
|                | Friedhofskapelle St. Pankratius    | Jeremias-Gmelin-Straße 6 (Karte)               | 1901      | St.-Pankratiuskirche, abgegangen, Friedhof mit Kapelle, Epitaphien und Friedhofsmauer. Innerhalb des Friedhofs lag die ehemalige St.-Pankratiuskirche, die wohl im 10. Jh. durch die Herren von Lenzburg errichtet wurde. Im 13. Jh. entstand ein Steinbau, den man mehrfach umbaute und erweiterte. Den letzten Bauzustand gibt eine Zeichnung von 1824 wieder. Um die 1840 abgerissene Pfarrkirche liegt seit dem Mittelalter der Ortsfriedhof. Friedhofskapelle von 1901, gestiftet von Christian Klor aus Zizingen. Pläne vom ausführenden Bauunternehmer Morath, Schliengen. An der Nordwand der Friedhofskapelle Grabtafeln von Jeremias Gmelin, Pfarrer von Auggen, gestorben 1698 und seiner Ehefrau Catharina, gestorben 1658. Westlich vom Eingang Grabmal des Dietrich Koger, Vogt von Auggen 1688 gestorben; daneben Grabtafel des Pfarrers Adam Wild, gestorben 1719. Weitere Grabtafeln in der Friedhofsmauer. (Sachgesamtheit) |    |
|                | Spritzenhaus                       | Oberdorfstraße 14 (Karte)                      | 19. Jh.   | Spritzenhaus mit Handfeuerspritze und Löschwasserbecken; 19. Jh. Die 1845(a) angeschaffte Feuerspritze belegt zusammen mit der zugehörigen Infrastruktur den großen Fortschritt, den die Feuerbekämpfung im 19. Jh. nahm. (Sachgesamtheit) | BW |
| Weitere Bilder | Säge- und Imprägnierwerk Richtberg | Siedlungstraße 1, 2, 3, 4, 5, 6, 7, 10 (Karte) | 1921      | Säge- und Imprägnierwerk Richtberg mit Werkssiedlung. Ab 1921 nach Plänen des Karlsruher Architekten Karl Caesar für die Freiburger Firma Gebrüder Himmelsbach errichtet. Axialsymmetrisch angelegte Siedlung mit Werkleiterhaus, Wohnhäusern und Ställen, Waschküchen sowie einem Kantinen- und Bürogebäude. Bei der Siedlung ist die Gestaltung der Baukörper im Einzelnen, wie auch ihre Gruppierung zueinander, barocken Gestaltungsprinzipien verpflichtet. Charakteristisch das Nebeneinander von Wohnen und Arbeiten sowie die Möglichkeiten zur Selbstversorgung, gegeben durch Schweineställe und Gartengelände. Säge und Imprägnierwerk bestehend aus: Pförtnerhaus mit Fahrradunterständen, Sägehalle, ehem. Zeppelinhalle, mit anschließendem Maschinenhaus und Sägemehlturm, etwas abgesetzt die Imprägnierhalle, Waagehaus und ein Gebäude für die Kappmaschine. Die Sägehalle ist ein verkleinerter Wiederaufbau einer zwischen 1909 und 1913 von der Firma M.A.N. Gustavsburg ursprünglich in Baden-Oos errichteten Luftschiffhalle. Das Tragwerk besteht aus einer sehr filigranen Eisenkonstruktion mit sechs weitmaschigen Fachwerkbindern. Die Luftschiffhalle zeigt den hohen Stand der Metallkonstruktionstechnik der Zeit vor dem Ersten Weltkrieg und ist zudem ein der äußerst selten erhaltener Vertreter dieses Bautyps. (Sachgesamtheit) |    |